# Taużne
Taużne (ukr. Таужне) – wieś na Ukrainie, w obwodzie kirowohradzkim, w rejonie hołowaniwskim, w hromadzie Zawalla. W 2001 roku liczyła 2006 mieszkańców, spośród których 1982 wskazało jako ojczysty język ukraiński, 18 rosyjski, a 6 mołdawski.